# Unai Veiga González
Unai Veiga González (Portugalete, Vizcaya, 9 de octubre de 1998), más conocido como Unai Veiga, es un futbolista español que juega de centrocampista en el FC Ordino.

## Trayectoria
Natural de Portugalete, se formó en la cantera del Athletic Club entre 2008 y 2012. En 2012 se marchó al Danok Bat bilbaíno, donde pasó dos temporadas antes de fichar por el equipo juvenil de la Real Sociedad en 2014.
En 2017 promocionó a la Real Sociedad "C" de Tercera División, donde anotó siete goles. Un año más tarde se incorporó al Sanse de la Segunda División B. En el filial donostiarra pasó tres temporadas y logró el ascenso a Segunda División en su última campaña, en la que jugó dieciocho partidos.
El 3 de junio de 2021 firmó un contrato de tres temporadas con la U. D. Las Palmas de la Segunda División, después de haber acabado su contrato con la Real Sociedad. En la temporada 2021-22 disputa solo 4 partidos, de manera que en agosto de 2022 fue cedido al Algeciras C. F. de la Primera Federación por una temporada. El 25 de enero de 2023, se dio por finalizada la cesión para incorporarse al Unionistas de Salamanca de la Primera Federación manteniendo la calidad de cedido hasta final de temporada.
En el verano de 2023 volvió a la U. D. Las Palmas para hacer la pretemporada, pendiente de la decisión final del entrenador Xavi García Pimienta de cara a la siguiente temporada. Finalmente rescindió su contrato el 7 de julio de 2023. El 30 de agosto de 2023 se incorporó al Landskrona BoIS de la segunda división sueca.El 18 de septiembre debutó en un encuentro liguero frente al Jönköpings Södra y jugó los dos encuentros siguientes, el último de ellos como titular. El 12 de noviembre, tras terminar la temporada en séptima posición, abandonó el club de Escania. En enero de 2024 firmó por la UD Alzira de Segunda Federación, donde permaneció seis meses con una escasa participación. En agosto de ese mismo año fichó por el FC Ordino de la Primera División de Andorra. 

## Clubes
| Club                             | País    | Año       |
| -------------------------------- | ------- | --------- |
| Real Sociedad "C"                | España  | 2017−2018 |
| Sanse                            | España  | 2018−2021 |
| U. D. Las Palmas                 | España  | 2021-2023 |
| Algeciras C. F. (cesión)         | España  | 2022-2023 |
| Unionistas de Salamanca (cesión) | España  | 2023      |
| Landskrona BoIS                  | Suecia  | 2023      |
| UD Alzira                        | España  | 2024      |
| Futbol Club Ordino               | Andorra | 2024-act. |